# Оджаці
Оджаці (серб. Оџаци, Odžaci) — містечко в Сербії, центр однойменної общини Оджаці Західно-Бацького округу в багатоетнічному, автономному краю Воєводина.

## Населення
Населення села становить 2356 осіб (2002, перепис), з них:
- серби — 8250 — 82,99%
- угорці —304 — 3,05%,
- югослави —146 — 1,46%,

Решту жителів  — з десяток різних етносів, зокрема: хорвати, югослави, македонці, роми і русини-українців.